# Nederländska Lejonorden

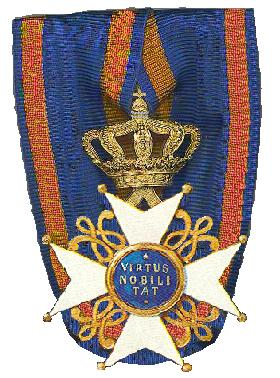
Riddarkorset (3:e graden) av Nederländska Lejonorden.

Nederländska Lejonorden (nederländska: De Orde van de Nederlandse Leeuw), är en orden instiftad den 29 september 1815 av kung Vilhelm I av Nederländerna.
Nederländernas monark är ordens stormästare. 

## Ordenstecknet
Ordenstecknet är ett krönt vitemaljerat Georgskors med kluvna armändar och gyllene kulor å de åtta uddarna samt med fyra gyllene W mellan armarna och en blå mittsköld, som å framsidan visar ett krönt gyllene lejon med svärd och pilar, å baksidan devisen Virtus nobilitat ("Dugligheten adlar"). Bandet är blått, med orangegula ränder.

## Utdelning
Orden tilldelades fram tills nyligen framstående personer från alla samhällsskikt, däribland generaler, ministrar, borgmästare i större städer, professorer och ledande forskare, industrin, högt uppsatta tjänstemän, presiderande domare och kända konstnärer. Den kan därför anses som att vara den holländska motsvarigheten till Bathorden. Sedan 1980 har orden främst använts för att erkänna meriter i konst, vetenskap, sport och litteratur. Andra har blivit tilldelade Oranien-Nassauorden istället.
Orden rankas efter den åtråvärda Vilhelms militärorden som bara delas ut för militära förtjänster. Varje år på drottningens officiella födelsedag den 30 april, offentliggörs flera utnämningar av orden. Ordens andra och tredje klass tilldelas inte utlänningar; de är berättigade till Oranien-Nassauorden eller Kronorden istället.
Orden utfärdas i tre klasser. Det fanns också en medalj för "bröder", som inte har tilldelats sedan 1960. Bröderna blev utdöda och graden avskaffades 1994.